# Learning lab
 (mars 2017).
Les learning labs sont des lieux d'expérimentation en innovation pédagogique. Souvent soutenus par des entreprises ou regroupement d'universités et centres de formation, leur développement s'inscrit dans le mouvement des moocs, de l'intelligence collective et du web 2.0. 

## Explications
Depuis 2005 (année de naissance officielle du web 2.0), les institutions du savoir (écoles, universités, centres de formations privés) assistent à l’avènement de trois tsunamis numériques : l'explosion des données, la multiplicité des applications et enfin le déferlement des connaissances (UGC). Cette triple croissance est exponentielle.
Pour mieux maîtriser et explorer les nouvelles formes d'apprentissage qui en découlent, des organismes de formations unissent leur effort dans le cadre d'un réseau de  learning labs  afin de favoriser des synergies.

## Stanford Learning Lab
Le learning lab de l'université Stanford fut le premier laboratoire de ce type créé en 1997. Il s'agit d'une organisation de recherche dont la mission est de réaliser des projets pour améliorer l'enseignement et l'apprentissage dans les institutions universitaires à l'aide des nouvelles technologies et des nouvelles tendances de la science de la pédagogie. Il fut créé sous la recommandation de la commission sur les technologies de l'enseignement et de l'apprentissage au sein de Stanford.

## Une initiative française: le réseau des learning labs

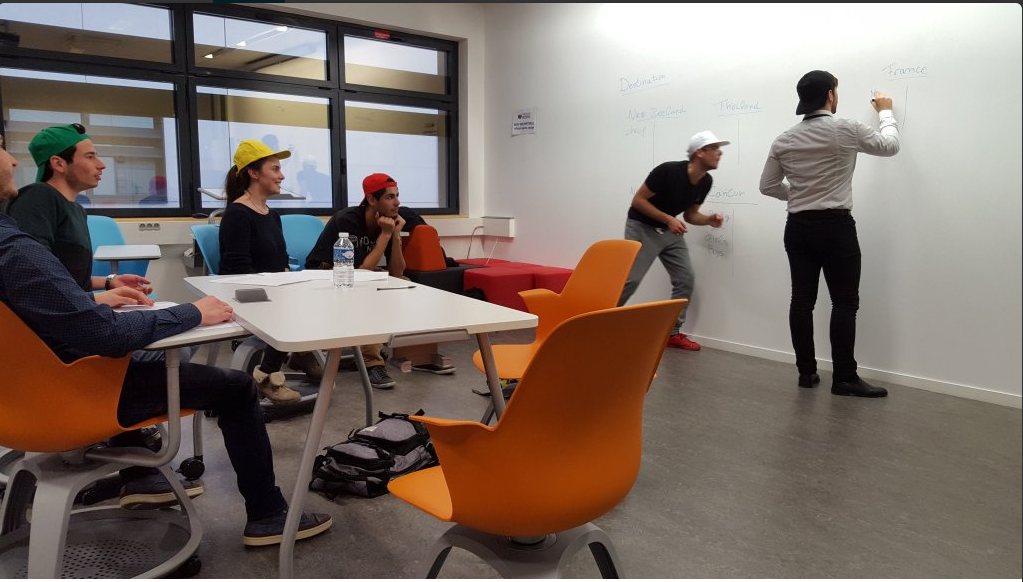
Mise en œuvre d'une activité Chapeaux de Bono dans un learning lab

L’École centrale de Lyon, EM Lyon Business School et l’université Jean-Monnet-Saint-Étienne ont uni leurs efforts, leur équipement, leur savoir-faire pour mettre sur pied un réseau de learning lab.
Pour le réseau des learning labs, un learning lab est à la fois un lieu et un écosystème d’expérimentation et d’innovation sur les nouvelles formes de travail et d’apprentissage collaboratif. Ces espaces novateurs ont recours simultanément aux outils numériques, aux environnements, équipements, supports d’apprentissage et méthodes pédagogiques favorisant l’intelligence collective.
Les principes avancés sont : la créativité, la culture collaborative, communiquer, apprendre à apprendre, transversalité, mixité des publics, convivialité et enfin mobilité.

## Caractéristiques et principes partagés
- La créativité : apprendre par la création, l’expérimentation et la production, grâce auxquelles on invente de façon différente et décalée
- Collaborer : apprendre ensemble par le travail collaboratif, intelligence collective
- Communiquer : apprendre à communiquer
- Apprendre à apprendre : privilégier l’intégration de compétences transversales, le travail de réflexivité des apprenants, l’autonomie, la culture de projets, l’essai-erreur (modèle lean startup)
- Transversalité : organiser le décloisonnement pour permettre la rencontre des mondes économiques, artistiques, culturels, médicaux, scientifiques, culinaires, sportifs, etc.
- Incubation : permettre l’entrepreneuriat par différents dispositifs : junior entreprise, des partenariats avec des centres de coworking et des pépinières
- Mixité des publics : notamment des étudiants, entreprises, formateurs, enseignants du primaire, du secondaire et du supérieur (logique de hub, où se croisent et s’enrichissent des populations variées). Mixité des activités menées : activités de formation, activités d’accompagnement de projets, de veille, de recherche, d’organisation Évènements et de communication
- Convivialité, accueil, disponibilité : importance donnée à la qualité de la relation humaine, de l’écoute, du temps
- Mobilité : être capable d’exister hors les murs sur des événements, des rencontres ou de façon physique (studio mobile) et virtuelle (système de visioconférence)